# HRP-3
HRP-3（エイチアールピー・スリー）は、川田工業株式会社、独立行政法人産業技術総合研究所、川崎重工業株式会社が開発したヒューマノイドロボットで、2007年6月20日に発表された。HRP-3は、NEDO技術開発機構による「基盤技術研究促進事業」の一環として開発され、実環境で働くことを想定した設計がなされている。デザインは前作のHRP-2同様、出渕裕が担当した。愛称は、Promet Mk-II（プロメテ・マークツー）。後継機のHRP-4C（エイチアールピー・フォーシー）が2009年3月16日に発表されている。

## 特徴

### 構造
身長160センチメートル、体重68キログラム、全身の自由度は42である。前作のHRP-2はハンドの自由度が1であったが、HRP-3は指3本の合計で6自由度で多彩な道具を扱える。48ボルトのニッケル水素バッテリが体内に搭載され、連続して120分の歩行が可能である。
関節軸部や電装実装部位に防塵・防滴性、内部熱源から外部へ排気機構、を有するため天候にかかわらず屋外で長時間活動できる。股関節部はHRP-2同様に片持ち構造を採用している。
計算機は、胴体部に2台のコンパクトPCIバスコンピュータが搭載されている他、CANを用いた通信型モータ制御ドライバが多数搭載されている。首部、腕部の合計16自由度はPCIバスコンピュータのうち1台から駆動され、脚部、腰部、ハンド部の合計26自由度が通信型モータ制御ドライバによって駆動される。

### 実現可能な行動
- 全身が防滴性を有し、歩行時のスリップ検出技術が採用され、雨天下での歩行が可能である。
- 「一般化ZMP」手法により、片腕で体重を支えながらもう片方の腕で作業を行うことが可能である。
- 2007年6月20日の発表時は、人間用の電動ドライバーを用いてナットを取り外す実演[4]を示した。

### その他
防塵・防滴性を持たせたことや、多数のモータ制御ドライバを搭載していることから、HRP-2に比べメンテナンス性や稼働率が低下している上、価格も高い。産総研や東京大学などの研究機関は、HRP-3発表後もHRP-2に改良を加えながら使用し続けている。